# 圣洛伦索-杜拜鲁
圣洛伦索-杜拜鲁是葡萄牙阿威罗区的一个堂区。总面积14.95平方公里，总人口2553人，人口密度170.8人/平方公里。